# Vòng loại Giải vô địch bóng đá thế giới 2006 – Khu vực châu Âu (Bảng 3)
Bảng 3 vòng loại giải vô địch bóng đá thế giới 2006 khu vực châu Âu là một bảng đấu thuộc vòng loại khu vực châu Âu. Bảng đấu gồm sự góp mặt của các đội Estonia, Latvia, Liechtenstein, Luxembourg, Bồ Đào Nha, Nga và Slovakia.
Kết thúc vòng đấu, đội đầu bảng Bồ Đào Nha giành 1 suất vào vòng chung kết World Cup 2006. Đội nhì bảng Slovakia đi đấu vòng play-off khu vực châu Âu.

## Vị trí xếp hạng
| Chú thích                                                                                 |
| ----------------------------------------------------------------------------------------- |
| Các đội đầu bảng và hai đội nhì bảng có thành tích tốt nhất được vào thẳng vòng chung kết |
| các đội nhì bảng còn lại tham gia vòng play-off                                           |

| Đội tuyển     | Tr | T | H | Th | Bt | Bb | Hs  | Đ  |
| ------------- | -- | - | - | -- | -- | -- | --- | -- |
| Bồ Đào Nha    | 12 | 9 | 3 | 0  | 35 | 5  | +30 | 30 |
| Slovakia      | 12 | 6 | 5 | 1  | 24 | 8  | +16 | 23 |
| Nga           | 12 | 6 | 5 | 1  | 23 | 12 | +11 | 23 |
| Estonia       | 12 | 5 | 2 | 5  | 16 | 17 | −1  | 17 |
| Latvia        | 12 | 4 | 3 | 5  | 18 | 21 | −3  | 15 |
| Liechtenstein | 12 | 2 | 2 | 8  | 13 | 23 | −10 | 8  |
| Luxembourg    | 12 | 0 | 0 | 12 | 5  | 48 | −43 | 0  |

|               | Estonia | Latvia | Liechtenstein | Luxembourg | Bồ Đào Nha | Nga | Slovakia |
| ------------- | ------- | ------ | ------------- | ---------- | ---------- | --- | -------- |
| Estonia       | –       | 2–1    | 2–0           | 4–0        | 0–1        | 1–1 | 1–2      |
| Latvia        | 2–2     | –      | 1–0           | 4–0        | 0–2        | 1–1 | 1–1      |
| Liechtenstein | 1–2     | 1–3    | –             | 3–0        | 2–2        | 1–2 | 0–0      |
| Luxembourg    | 0–2     | 3–4    | 0–4           | –          | 0–5        | 0–4 | 0–4      |
| Bồ Đào Nha    | 4–0     | 3–0    | 2–1           | 6–0        | –          | 7–1 | 2–0      |
| Nga           | 4–0     | 2–0    | 2–0           | 5–1        | 0–0        | –   | 1–1      |
| Slovakia      | 1–0     | 4–1    | 7–0           | 3–1        | 1–1        | 0–0 | –        |

## Kết quả
| Liechtenstein | 1 – 2      | Estonia                    |
| ------------- | ---------- | -------------------------- |
| D'Elia 49'    | (Chi tiết) | Viikmäe 34' · Lindpere 80' |

| Slovakia                           | 3 – 1      | Luxembourg  |
| ---------------------------------- | ---------- | ----------- |
| Vittek 26' · Greško 48' · Demo 89' | (Chi tiết) | Strasser 2' |

| Estonia                                                 | 4 – 0      | Luxembourg |
| ------------------------------------------------------- | ---------- | ---------- |
| Teever 7' · Schauls 41' (l.n.) · Oper 61' · Viikmäe 67' | (Chi tiết) |            |

| Nga         | 1 – 1      | Slovakia   |
| ----------- | ---------- | ---------- |
| Bulykin 14' | (Chi tiết) | Vittek 87' |

| Latvia | 0 – 2      | Bồ Đào Nha                |
| ------ | ---------- | ------------------------- |
|        | (Chi tiết) | Ronaldo 57' · Pauleta 58' |

| Luxembourg                           | 3 – 4      | Latvia                                                                            |
| ------------------------------------ | ---------- | --------------------------------------------------------------------------------- |
| Braun 11' · Leweck 55' · Cardoni 62' | (Chi tiết) | Verpakovskis 4' · Zemļinskis 40' (ph.đ.) · Hoffmann 65' (l.n.) · Prohorenkovs 67' |

| Slovakia                                                                     | 7 – 0      | Liechtenstein |
| ---------------------------------------------------------------------------- | ---------- | ------------- |
| Vittek 15', 59', 81' · Karhan 42' · Németh 84' · Mintál 85' · Zabavník 90+2' | (Chi tiết) |               |

| Bồ Đào Nha                                     | 4 – 0      | Estonia |
| ---------------------------------------------- | ---------- | ------- |
| Ronaldo 75' · Postiga 83', 90+1' · Pauleta 86' | (Chi tiết) |         |

| Luxembourg | 0 – 4      | Nga                                 |
| ---------- | ---------- | ----------------------------------- |
|            | (Chi tiết) | Sychev 56', 69', 86' · Arshavin 62' |

| Slovakia                                  | 4 – 1      | Latvia          |
| ----------------------------------------- | ---------- | --------------- |
| Németh 46' · Reiter 50' · Karhan 55', 87' | (Chi tiết) | Verpakovskis 3' |

| Liechtenstein               | 2 – 2      | Bồ Đào Nha                      |
| --------------------------- | ---------- | ------------------------------- |
| Burgmeier 48' · T. Beck 76' | (Chi tiết) | Pauleta 23' · Hasler 39' (l.n.) |

| Latvia                      | 2 – 2      | Estonia               |
| --------------------------- | ---------- | --------------------- |
| Astafjevs 65' · Laizāns 82' | (Chi tiết) | Oper 72' · Teever 79' |

| Luxembourg | 0 – 4      | Liechtenstein                                                    |
| ---------- | ---------- | ---------------------------------------------------------------- |
|            | (Chi tiết) | Martin Stocklasa 41' · Burgmeier 44', 85' · M. Frick 57' (ph.đ.) |

| Bồ Đào Nha                                                               | 7 – 1      | Nga          |
| ------------------------------------------------------------------------ | ---------- | ------------ |
| Pauleta 26' · Ronaldo 39', 69' · Deco 45' · Simão 82' · Petit 89', 90+2' | (Chi tiết) | Arshavin 79' |

| Nga                                                          | 4 – 0      | Estonia |
| ------------------------------------------------------------ | ---------- | ------- |
| Karyaka 23' · Izmailov 25' · Sychev 32' · Loskov 67' (ph.đ.) | (Chi tiết) |         |

| Liechtenstein | 1 – 3      | Latvia                                              |
| ------------- | ---------- | --------------------------------------------------- |
| M. Frick 32'  | (Chi tiết) | Verpakovskis 7' · Zemļinskis 57' · Prohorenkovs 89' |

| Luxembourg | 0 – 5      | Bồ Đào Nha                                                           |
| ---------- | ---------- | -------------------------------------------------------------------- |
|            | (Chi tiết) | Federspiel 11' (l.n.) · Ronaldo 28' · Maniche 52' · Pauleta 67', 82' |

| Liechtenstein | 1 – 2      | Nga                         |
| ------------- | ---------- | --------------------------- |
| T. Beck 40'   | (Chi tiết) | Kerzhakov 23' · Karyaka 37' |

| Estonia  | 1 – 2      | Slovakia                |
| -------- | ---------- | ----------------------- |
| Oper 57' | (Chi tiết) | Mintál 58' · Reiter 65' |

| Estonia      | 1 – 1      | Nga          |
| ------------ | ---------- | ------------ |
| Terehhov 63' | (Chi tiết) | Arshavin 18' |

| Slovakia          | 1 – 1      | Bồ Đào Nha  |
| ----------------- | ---------- | ----------- |
| Karhan 8' (ph.đ.) | (Chi tiết) | Postiga 62' |

| Latvia                                                      | 4 – 0      | Luxembourg |
| ----------------------------------------------------------- | ---------- | ---------- |
| Bleidelis 32' · Laizāns 38' (ph.đ.) · Verpakovskis 73', 90' | (Chi tiết) |            |

| Estonia                 | 2 – 0      | Liechtenstein |
| ----------------------- | ---------- | ------------- |
| Stepanov 27' · Oper 57' | (Chi tiết) |               |

| Nga                               | 2 – 0      | Latvia |
| --------------------------------- | ---------- | ------ |
| Arshavin 56' · Loskov 78' (ph.đ.) | (Chi tiết) |        |

| Bồ Đào Nha              | 2 – 0      | Slovakia |
| ----------------------- | ---------- | -------- |
| Meira 21' · Ronaldo 42' | (Chi tiết) |          |

| Latvia        | 1 – 0      | Liechtenstein |
| ------------- | ---------- | ------------- |
| Bleidelis 17' | (Chi tiết) |               |

| Luxembourg | 0 – 4      | Slovakia                                        |
| ---------- | ---------- | ----------------------------------------------- |
|            | (Chi tiết) | Németh 5' · Mintál 15' · Kisel 54' · Reiter 60' |

| Estonia | 0 – 1      | Bồ Đào Nha  |
| ------- | ---------- | ----------- |
|         | (Chi tiết) | Ronaldo 32' |

| Latvia       | 1 – 1      | Nga          |
| ------------ | ---------- | ------------ |
| Astafjevs 6' | (Chi tiết) | Arshavin 24' |

| Liechtenstein | 0 – 0      | Slovakia |
| ------------- | ---------- | -------- |
|               | (Chi tiết) |          |

| Estonia                | 2 – 1      | Latvia      |
| ---------------------- | ---------- | ----------- |
| Oper 11' · Smirnov 71' | (Chi tiết) | Laizāns 90' |

| Nga                | 2 – 0      | Liechtenstein |
| ------------------ | ---------- | ------------- |
| Kerzhakov 27', 66' | (Chi tiết) |               |

| Bồ Đào Nha                                                     | 6 – 0      | Luxembourg |
| -------------------------------------------------------------- | ---------- | ---------- |
| Andrade 24' · Carvalho 30' · Pauleta 38', 57' · Simão 80', 85' | (Chi tiết) |            |

| Latvia      | 1 – 1      | Slovakia   |
| ----------- | ---------- | ---------- |
| Laizāns 74' | (Chi tiết) | Vittek 35' |

| Nga | 0 – 0      | Bồ Đào Nha |
| --- | ---------- | ---------- |
|     | (Chi tiết) |            |

| Liechtenstein                            | 3 – 0      | Luxembourg |
| ---------------------------------------- | ---------- | ---------- |
| M. Frick 38' · Fischer 77' · T. Beck 92' | (Chi tiết) |            |

| Slovakia   | 1 – 0      | Estonia |
| ---------- | ---------- | ------- |
| Hlinka 72' | (Chi tiết) |         |

| Nga                                                                    | 5 – 1      | Luxembourg |
| ---------------------------------------------------------------------- | ---------- | ---------- |
| Izmailov 6' · Kerzhakov 17' · Pavlyuchenko 69' · Kirichenko 74', 90+3' | (Chi tiết) |            |

| Bồ Đào Nha                   | 2 – 1      | Liechtenstein |
| ---------------------------- | ---------- | ------------- |
| Pauleta 48' · Nuno Gomes 85' | (Chi tiết) | Fischer 32'   |

| Bồ Đào Nha                   | 3 – 0      | Latvia |
| ---------------------------- | ---------- | ------ |
| Pauleta 20', 22' · Viana 86' | (Chi tiết) |        |

| Luxembourg | 0 – 2      | Estonia      |
| ---------- | ---------- | ------------ |
|            | (Chi tiết) | Oper 7', 78' |

| Slovakia | 0 – 0      | Nga |
| -------- | ---------- | --- |
|          | (Chi tiết) |     |

## Ghi bàn nhiều nhất
| Vị trí | Cầu thủ             | Đội tuyển     | Bàn thắng |
| ------ | ------------------- | ------------- | --------- |
| 1      | Pedro Pauleta       | Bồ Đào Nha    | 11        |
| 2      | Cristiano Ronaldo   | Bồ Đào Nha    | 7         |
| 2      | Andres Oper         | Estonia       | 7         |
| 4      | Róbert Vittek       | Slovakia      | 6         |
| 5      | Māris Verpakovskis  | Latvia        | 5         |
| 5      | Andrei Arshavin     | Nga           | 5         |
| 7      | Dmitri Sychev       | Nga           | 4         |
| 7      | Juris Laizāns       | Latvia        | 4         |
| 7      | Aleksandr Kerzhakov | Nga           | 4         |
| 7      | Miroslav Karhan     | Slovakia      | 4         |
| 11     | Thomas Beck         | Liechtenstein | 3         |
| 11     | Franz Burgmeier     | Liechtenstein | 3         |
| 11     | Mario Frick         | Liechtenstein | 3         |
| 11     | Hélder Postiga      | Bồ Đào Nha    | 3         |
| 11     | Simão               | Bồ Đào Nha    | 3         |
| 11     | Marek Mintál        | Slovakia      | 3         |
| 11     | Szilárd Németh      | Slovakia      | 3         |
| 11     | Ľubomír Reiter      | Slovakia      | 3         |